# Миодраг Р. Савић
Миодраг Р. Савић (Бановићи, 6. април 1977) је српски шаховски велемајстор.

## Каријера
Миодраг Р. Савић је међународни шаховски мајстор постао 2001. а велемајстор 2003. године. Био је члан репрезентације Србије на 37. Шаховској олимпијади у Торину (2006).
Био је омладински првак Југославије, 1996. Учествовао је на европским и светским јуниорским првенствима. У Шаховском клубу "Гоша" из Смедеревске Паланке остао је 11 година, када се преселио у Зворник, где и данас живи.
Неки од најначајнијих Савићевих успеха на шаховским турнирима укључују:
- Победа на Опену "Сребрно језеро" у Пожаревцу
- Победа на турниру "Дани дистрикта" у Брчком
- Међународном турниру "Дани шаха" у Параћину (деоба трећег места у конкуренцији играча из седам земаља).[2]

Миодраг Р. Савић је вишеструки победик Шаховских првенстава Републике Српске.